# Proasellus variegatus
Proasellus variegatus là một loài chân đều trong họ Asellidae. Loài này được Afonso miêu tả khoa học năm 1982.